# Pirro Aporti
Pirro Aporti (San Martino dall'Argine, 6 gennaio 1834 – San Martino dall'Argine, 30 giugno 1911) è stato un avvocato, giornalista e politico italiano.

## Biografia
Nipote di Ferrante Aporti, svolge un'intensa attività giornalistica, che è principalmente finalizzata alla difesa della libertà di parola, pensiero, stampa, associazione e riunione, per la quale firma il Manifesto del Grande Oriente d'Italia di Milano che solidarizza coi circoli socialisti fatti sciogliere da Francesco Crispi. Da avvocato prende spesso le difese dei popolani contro gli arbitri e le violenze dei pubblici poteri. Seguace del pensiero di Carlo Cattaneo e in rapporti di amicizia con Felice Cavallotti, Agostino Bertani (fondatore dell'Estrema sinistra storica), e Giuseppe Mussi, fonda il periodico Il pensiero italiano, idealmente continuatore de Il Politecnico di Cattaneo.
Nel 1877 viene eletto per la prima volta deputato nel collegio elettorale di Bozzolo. Nella Camera del Regno, dove viene rieletto due volte e rimane fino al 1883, rappresenta le istanze del repubblicanesimo più estremo e antireazionario, e si fa promotore di numerose proposte di legge per il miglioramento delle condizioni del popolo, in particolare a favore dell'educazione dell'infanzia, una delle ragioni della sua vita. Il suo pensiero in proposito è riassunto in una monografia del 1886, I bimbi d'Italia: studii e voti intorno alla educazione popolare ed alla scuola infantile italiana, in cui si fa continuatore dell'opera iniziata dallo zio Ferrante Aporti a favore degli asili pubblici a scapito dalle opere caritatevoli private. Nello stesso anno presenta infatti una proposta di legge, rimasta poi tale, per la pubblicizzazione degli asili religiosi e per l'esclusione delle suore dall'insegnamento.
Il suo scopo è quello di superare le difficili condizioni di vita delle masse popolari, specie contadine, dove si ricorre alla pratica dei matrimoni in giovane età per evitare la leva obbligatoria e all'affidamento anonimo dei bambini nei brefotrofi per preservare il potenziale della forza lavoro senza doverne sostenere i costi di mantenimento.
Secondo Aporti gli asili privati, destinati a durare fino alla legge Coppino sull'istruzione obbligatoria elementare, non sono di alcuna utilità, e sono anzi organizzati in strutture degradate senza alcun programma educativo e con una forte spinta reazionaria delle classi agiate e della gerarchia ecclesiastica, che li concepiscono come sale di custodia per il contenimento di potenziali sbocchi rivoluzionari senza alcun vero interesse filantropico.
Costantemente impegnato nelle amministrazioni locali - fu consigliere comunale di S. Martino dall'Argine (1867-1890); consigliere provinciale di Mantova (1870-1889); consigliere comunale e
Assessore a Milano - dopo aver lasciato i banchi del Parlamento si dedica alla professione forense, specialmente nella difesa dei popolani contro gli abusi delle classi dominanti, e continua l'attività giornalistica, per la quale promuove la fondazione dell'Associazione lombarda dei giornalisti, che prosegue senza sosta anche dopo la nomina di senatore del Regno del 1906.
Tipico massone di fine '800, che mette al centro della sua attività il miglioramento interiore dell'uomo e la difesa delle parti più deboli della società, cercando di essere costante stimolo all'elevazione dei vari strati sociali, fu candidato Gran Maestro del Grande Oriente d'Italia, ma venne superato nei voti da Ernesto Nathan.Fu il primo Serenissimo Presidente del Rito Simbolico Italiano (1879-1885), rieletto successivamente nel periodo 1888-1890. Gran Maestro Aggiunto Onorario del Grande Oriente d'Italia durante il primo periodo di Gran Maestranza Nathan (1896-1904).
Muore il 30 giugno 1911 e il giorno dopo il senato regio e il governo, presidente dell'assemblea Giuseppe Manfredi, si riuniscono per commemorarlo.

## Opere (selezione)
- Il cattolicismo e l'Italia : considerazioni e proposte sui rapporti fra la Chiesa e lo Stato (Milano, 1878).
- Canti popolari della Grecia moderna : scelti dalla collezione di C. Claudio Fauriel (Milano, 1881)
- I bimbi d'Italia : studii e voti intorno alla educazione popolare ed alla scuola infantile italian (Roma, 1886).